# Syneora cheleuta
Syneora cheleuta är en fjärilsart som beskrevs av Edward Meyrick 1892. Syneora cheleuta ingår i släktet Syneora och familjen mätare. Inga underarter finns listade i Catalogue of Life.